# Cala dels Esculls
La cala dels Esculls és una petita platja del municipi de Calonge i Sant Antoni (Baix Empordà), situada entre la cala del Forn, a ponent, i la cala de la Roca del Paller, a llevant, en un tram de roquissar amb moltes cales petites, entre les poblacions de Platja d'Aro i Sant Antoni de Calonge. És una cala molt rocosa i deu el seu nom a la gran quantitat de roques que la separen de mar obert. Orientada a l'est-sud-est, té una longitud de 22 m i una amplada de 20 m, formada per sorra de gra relativament fi. Sovint es queda sense sorra. No disposa de cap servei, però està molt a prop de la platja de Can Cristus, en la qual hi ha dutxes, banys, bar restaurant, lloguer de materials d'esports nàutics i vigilància. S'hi accedeix a peu pel camí de ronda.